# مگنترون حفره‌ای

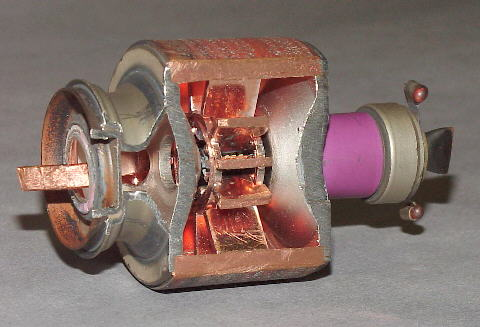
مگنترون برش خورده برای نمایش حفره‌ها. کاتد در مرکز قابل مشاهده نیست. آنتن ساطع‌کننده میکروویو در سمت چپ قرار دارد. آهن‌رباهایی که یک میدان موازی با محور طولانی دستگاه تولید می‌کنند، نشان داده نشده‌اند.

مگنترون حفره‌ای (به انگلیسی: Magnetron) یک لامپ خلاء پرقدرت است که با استفاده از برهمکنش جریان الکترونها با یک میدان مغناطیسی، زمانی که از پشت یک سری حفره‌های فلزی باز (تشدید کننده‌های حفره ای) عبور می‌کند، میکروویو تولید می‌کند. الکترون‌ها از دهانه‌های این حفره‌ها عبور می‌کنند و باعث می‌شوند امواج میکروویو در داخل آن نوسان کنند، شبیه به یک سوت دهنی که با تحریک توسط هوا یک صدا تولید می‌کند. فرکانس میکروویو تولید شده، فرکانس تشدید، با توجه به ابعاد فیزیکی حفره‌ها تعیین می‌شود. برخلاف سایر لامپ‌های خلأ مانند کلایسترون یا یک لامپ موج (TWT)، مگنترون نمی‌تواند به عنوان تقویت کننده (Amplifier) عمل کند تا بتواند شدت سیگنال میکروویو اعمال شده را افزایش دهد. مگنترون فقط به عنوان یک اسیلاتور (نوسان‌ساز) عمل می‌کند و از برق جریان مستقیم که به لوله خلأ می‌رسد سیگنال میکروویو تولید می‌کند.

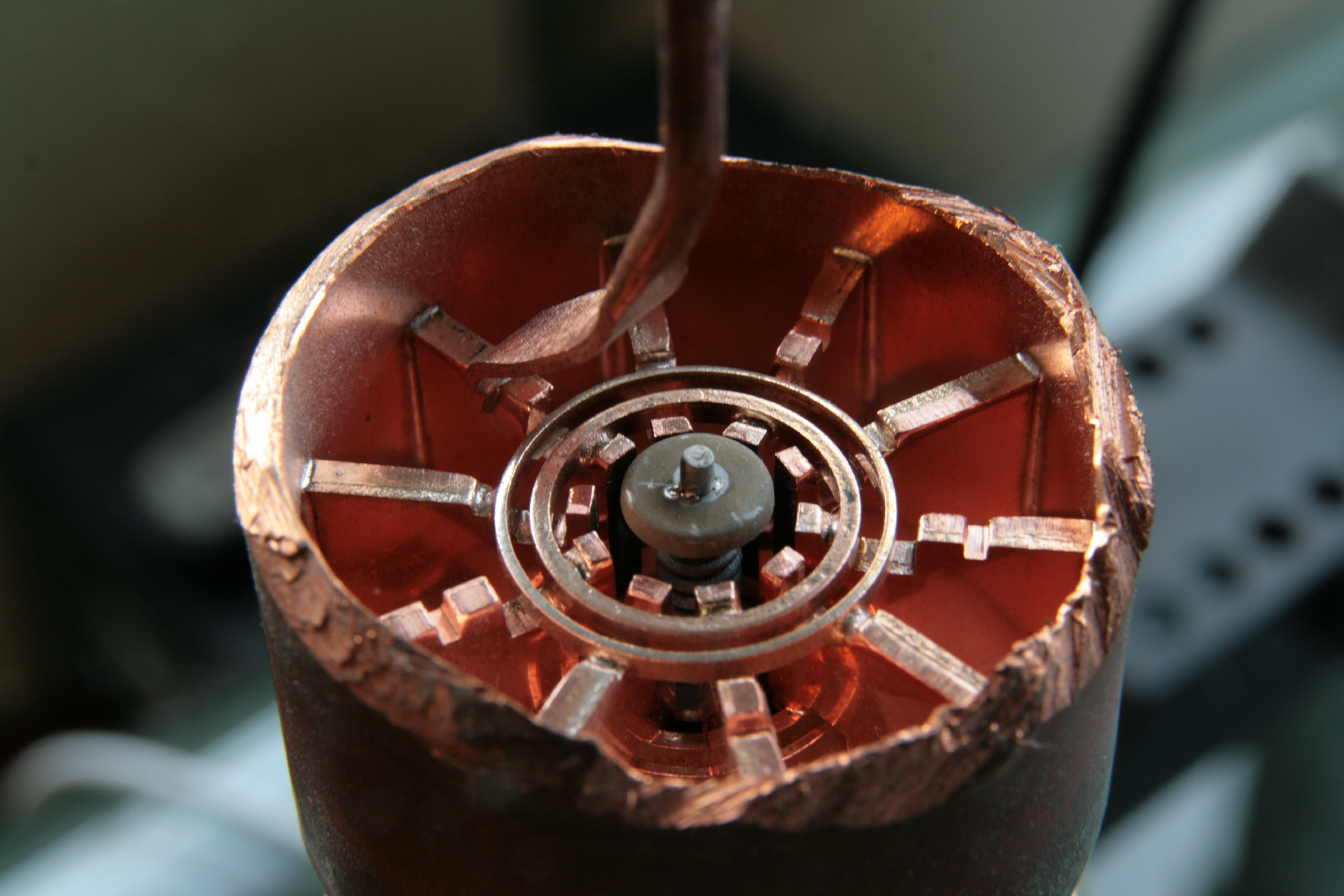
یک مگنترون مشابه که بخش دیگری از آن برداشته شده‌است. کاتد مرکزی قابل مشاهده است. آنتنی که میکروویو ساطع می‌کند در بالا قرار دارد. آهن‌ربا نشان داده نمی‌شود.

(توجه داشته باشید که اغلب، همانند این مقاله، "مگنترون" مختصر یا مترادف با "مگنترون حفره ای" است. با این وجود، دستگاه‌های مشابه دیگری نیز وجود دارند که مگنترون نامیده می‌شوند اما مگنترون حفره ای نیستند، مانند کاتدهای مگنترون هدف که در پاشش مگنترون صفحه ای DC استفاده می‌شود یا در High-power impulse magnetron sputtering. این مگنترون‌ها ساختار حفره ای تشدید مگنترون حفره ای را ندارند، اما اشتراکات زیادی نیز دارند.)

نمودار مقطعی مگنترون تشدید حفره‌ای. خطوط مغناطیسی نیرو، موازی با محور هندسی این ساختار هستند.

شکل اولیه مگنترون توسط H. Gerdien در سال ۱۹۱۰ اختراع شد. شکل دیگری از لامپ مگنترون، مگنترون آنُد-اسپلیت، توسط آلبرت هال از آزمایشگاه تحقیقات جنرال الکتریک در سال ۱۹۲۰ اختراع شد، اما فرکانس آن فقط ۳۰ کیلوهرتز بود. تیم‌های بسیاری در طول دهه‌های ۱۹۲۰ و ۱۹۳۰ دستگاه‌های مشابهی را مورد آزمایش قرار دادند. هانس اریش هولمن در سال ۱۹۳۵ حق ثبت اختراع لامپی مشابه لامپ مگنترون امروزی را ثبت کرد، اما برای بیشتر رادارهای آلمانی در طول جنگ جهانی دوم، کلایسترون که دارای فرکانس بیشتری بود، ترجیح داده شد. پیشرفت مهم، مگنترون چند حفره ای بود که برای اولین بار در سال ۱۹۳۴ توسط A. L. Samuel از آزمایشگاه‌های تلفن بل ارائه شد. با این حال، اولین مثال واقعاً موفق توسط الکسرِف و مالاروف در اتحاد جماهیر شوروی در سال ۱۹۳۶ ساخته شد که ۳۰۰ وات را در ۳ گیگاهرتز به دست آورد (طول موج ۱۰ سانتی‌متر).

## کاربردها

### رادار

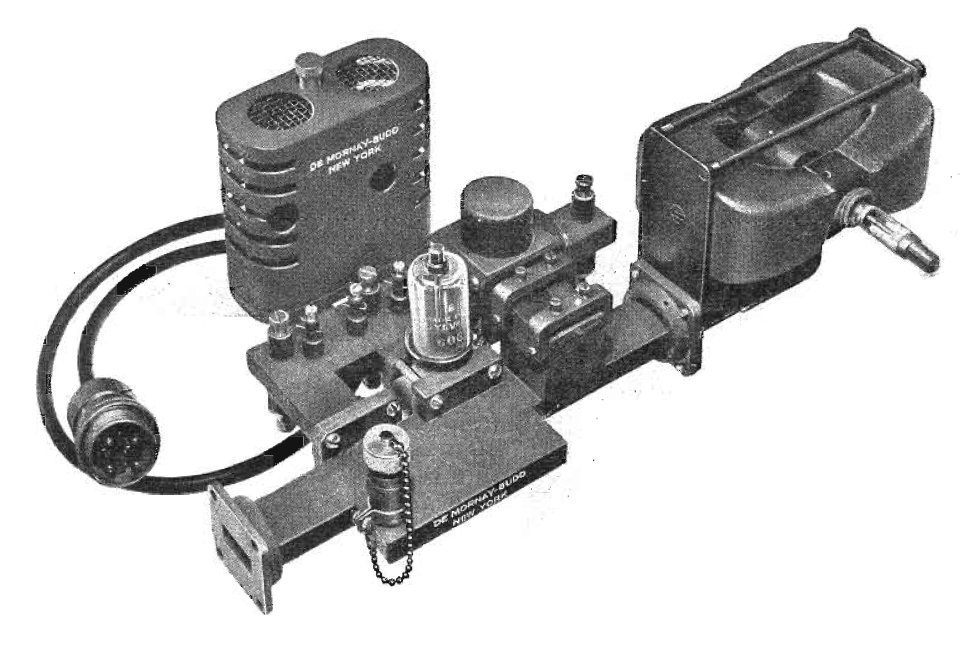
مجموعه مگنترون ۹٫۳۷۵ گیگاهرتز ۲۰ کیلووات (پیک) برای یک رادار اولیه تجاری فرودگاه در سال ۱۹۴۷. این مجموعه علاوه بر مگنترون (راست)، شامل لامپ سوئیچ TR (ارسال/دریافت) و سمت جلوی گیرنده سوپرهیتروداین، اسیلاتور محلی لامپ کلایسترون 2K25 و میکسر 1N21 دیود ژرمانیم است. دهانه موجبر (سمت چپ) به موجبری که به آنتن می‌رود متصل است.

در یک مجموعه رادار، موجبر (waveguide) مگنترون به آنتن متصل می‌شود. مگنترون با پالس‌های بسیار کوتاه ولتاژ اعمال شده کار می‌کند، در نتیجه یک پالس کوتاه از انرژی مایکروویو با قدرت بالا تابش می‌شود. همان‌طور که در همه سیستم‌های راداری اولیه، تابش منعکس شده از یک هدف برای تولید نقشه رادار روی صفحه مورد تجزیه و تحلیل قرار می‌گیرد.
چندین ویژگی از خروجی مگنترون باعث شده استفاده از آن در رادارها با مشکل مواجه شود. اولین عامل از این عوامل بی‌ثباتی ذاتی فرکانس فرستنده مگنترون است. این بی‌ثباتی نه تنها باعث تغییر فرکانس از یک پالس تا پالس بعدی می‌شود، بلکه باعث تغییر فرکانس در یک پالس منتشر شده تنها می‌شود. عامل دوم این است که انرژی پالس منتقل شده در یک طیف فرکانسی نسبتاً وسیع پخش می‌شود، که متناسب با آن به گیرنده ای با پهنای باند عریض نیاز است. این پهنای باند گسترده اجازه می‌دهد تا نویز الکتریکی محیط در گیرنده پذیرفته شود، بنابراین تا حدودی پژواک رادار را پنهان می‌کند، و باعث کاهش نسبت کلی سیگنال به نویز گیرنده و در نتیجه عملکرد می‌شود. عامل سوم، بسته به کاربرد، خطر تشعشع ناشی از استفاده از تشعشع الکترومغناطیسی قدرت-بالا است. در بعضی از کاربردها، به عنوان مثال، یک رادار دریایی که روی یک کشتی تفریحی نصب شده‌است، یک رادار با خروجی مگنترون ۲ تا ۴ کیلووات اغلب در نزدیکی منطقه ای که توسط خدمه یا مسافران اشغال شده نصب شده‌است. در استفاده عملی این عوامل برطرف شده یا صرفاً پذیرفته شده‌اند و امروزه هزاران واحد مگنترون هواپیمایی و رادار دریایی در خدمت هستند. با پیشرفت‌های اخیر در ساخت رادارهای هواپیمایی اجتناب از طوفان (aviation weather-avoidance radar) و رادارهای دریایی، مگنترون‌ها با موفقیت با اسیلاتورهای نیمه رسانای میکروویو که دامنه فرکانس خروجی باریک تری دارند، جایگزین شده‌است. این امر اجازه می‌دهد تا از پهنای باند گیرنده باریک تری استفاده شود، و نسبت سیگنال به نویز بالاتر به نوبه خود اجازه می‌دهد تا از قدرت فرستنده کمتری استفاده شود، که باعث کاهش قرار گرفتن در معرض EMR می‌شود.

### گرمایش

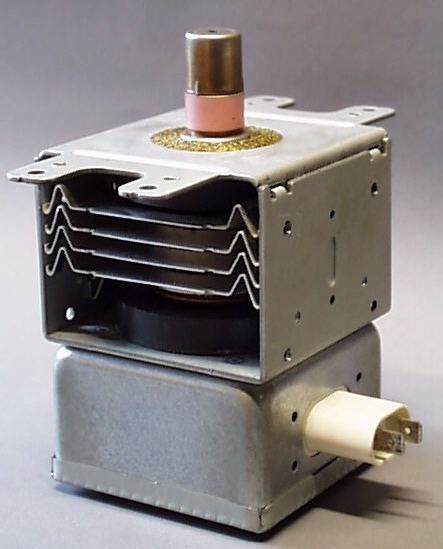
مگنترون یک اجاق مایکروفر به همراه آهن‌رباهای آن که در داخل جعبه نصب شده‌اند. صفحات افقی یک هیت سینک را تشکیل می‌دهند، که با جریان هوای ایجاد شده توسط یک فن خنک می‌شود. میدان مغناطیسی توسط دو آهنربای حلقه ای قدرتمند تولید می‌شود، قسمت پایین آن فقط قابل مشاهده است. تقریباً تمام مگنترون‌های مدرن مایکروفرها از لحاظ طرح و شکل مشابه هستند.

در اجاق‌های ماکرفر، راهنمای موج به یک درگاه شفاف با فرکانس رادیویی به محفظه پخت و پز منتهی می‌شود. از آنجا که ابعاد ثابت محفظه و نزدیکی فیزیکی آن به مگنترون به‌طور معمول الگوهای موج ایستاده را در محفظه ایجاد می‌کند، این الگو توسط یک همزن حالت موتوری فن-مانند در موجبر تصادفی (randomized) می‌شود (بیشتر در ماکروفرهای صنعتی)، یا توسط یک میزگردان که غذا را می‌چرخاند. (بیشتر در ماکروفرهای خانگی)

### لامپ و روشنایی
در سیستم‌های روشنایی که با امواج میکروویو تحریک و روشن می‌شود، مانند لامپ گوگرد، یک مگنترون میدان میکروویو را فراهم می‌کند که از داخل یک موجبر به حفره نورپردازی حاوی مواد ساطع کننده نور هدایت می‌شود. (برای مثال گوگرد، هالیدهای فلزی و …) با اینکه این لامپ‌ها بهینه هستند، اما بسیار پیچیده‌تر از لامپ‌های متداول هستند و به همین دلیل به ندرت از آنها استفاده می‌شود. انواع مدرن تر برای تولید میکروویوها از نیمه هادی‌های قدرت HEMTها یا GaN-روی-SiC استفاده می‌کنند که پیچیدگی بسیار کمتری دارند و می‌توانند با استفاده از سیستم PID به حداکثر میزان خروجی نور تنظیم شوند.